# Stallo alla messicana

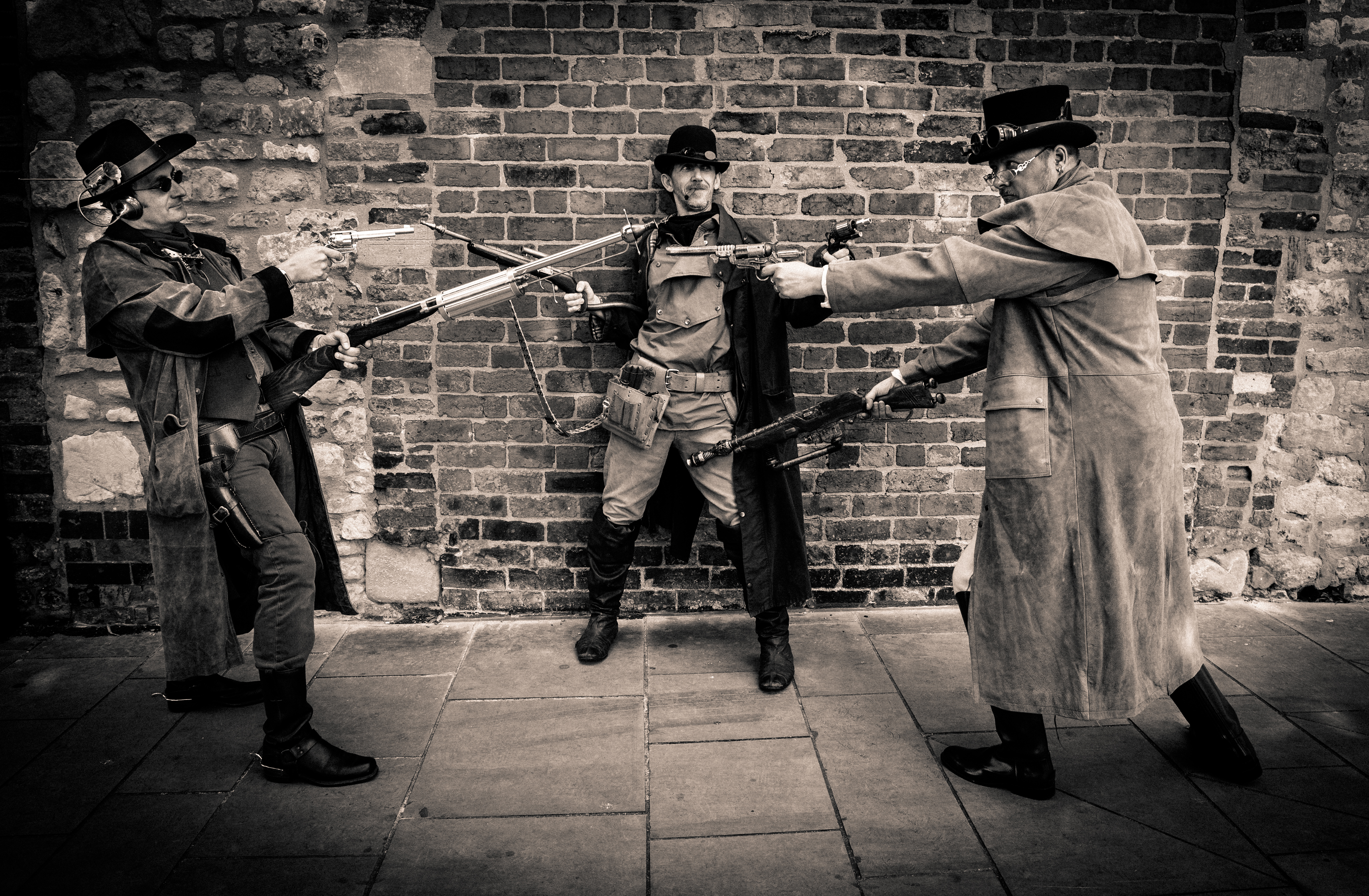
Uno stallo alla messicana fra tre persone in cui ognuna punta un'arma su entrambi gli avversari.

Lo stallo alla messicana (in inglese Mexican standoff), anche detto triello, è una situazione nella quale due o più persone si tengono sotto tiro a vicenda con delle armi, in modo che nessuno possa attaccare un avversario senza essere a propria volta attaccato. 
L'origine di questa espressione è incerta, ma può essere collegata alla difficile e paradossale condizione sociale ed economica del Messico del XIX secolo.
Lo stallo alla messicana ha conosciuto una delle sue interpretazioni più famose nel film Il buono, il brutto, il cattivo, ma oggigiorno è considerato un cliché cinematografico grazie al suo grande uso negli spaghetti-western e nei film di serie B. Lo stallo alla messicana è una presenza molto diffusa anche nei film di yakuza giapponesi; paradigmatico è quello presente nel film Tokyo Drifter (Tōkyō Nagaremono) di Seijun Suzuki. È stato ripreso e reso celebre da registi come Quentin Tarantino e John Woo, e successivamente Robert Rodríguez.

## Stalli alla messicana nella cultura di massa

Lo stallo alla messicana in Dio perdona... io no!

### Film
- Il buono, il brutto, il cattivo, regia di Sergio Leone (1966)
- Dio perdona... io no!, regia di Giuseppe Colizzi (1967)
- Cani arrabbiati, regia di Mario Bava (1974)
- Long Arm of the Law, regia di Johnny Mak (1984)
- City on Fire, regia di Ringo Lam (1987)
- The Killer, regia di John Woo (1989)
- Hard Boiled (Hard Boiled), regia di John Woo (1992)
- Le iene (Reservoir Dogs), regia di Quentin Tarantino (1992)
- Una vita al massimo (True Romance), regia di Tony Scott (1993)
- Pulp Fiction, regia di Quentin Tarantino (1994)
- Allarme rosso, regia di Tony Scott (1995)
- Minuti contati (Nick of Time), regia di John Badham (1995)
- L'odio (La Haine), regia di Mathieu Kassovitz (1995)
- The Rock, regia di Michael Bay (1996)
- Face/Off - Due facce di un assassino (Face/Off), regia di John Woo (1997)
- Salvate il soldato Ryan (Saving Private Ryan), regia di Steven Spielberg (1998)
- Arma letale 4 (Lethal Weapon 4), regia di Richard Donner (1998)
- Nemico pubblico (Enemy of the State), regia di Tony Scott (1998)
- Three Kings, regia di David O. Russell (1999)
- La mummia (The Mummy), regia di Stephen Sommers (1999)
- Pallottole cinesi (Shanghai Noon), regia di Tom Dey (2000)
- Matrix Revolutions (The Matrix Revolutions), regia di Andy Wachowski e Larry Wachowski (2003)
- L'alba dei morti dementi (Shaun of the Dead) regia di Edgar Wright (2004)
- Domino, regia di Tony Scott (2005)
- Munich, regia di Steven Spielberg (2005)
- Pirati dei Caraibi - La maledizione del forziere fantasma (Pirates of the Caribbean: Dead Man's Chest), regia di Gore Verbinski (2006)
- Pirati dei Caraibi - Ai confini del mondo (Pirates of the Caribbean: At World's End), regia di Gore Verbinski (2007)
- Postal (Postal), regia di Uwe Boll (2007)
- Hitman - L'assassino (Hitman), regia di Xavier Gens (2007)
- Il buono, il matto, il cattivo (Joheun nom nabbeun nom isanghan nom), regia di Kim Ji-Woon, (2008)
- Bastardi senza gloria (Inglourious Basterds), regia di Quentin Tarantino (2009)
- Transformers 3 (Transformers: Dark of the Moon), regia di Michael Bay (2011)
- Rango, regia di Gore Verbinski (2011)
- Take Five, regia di Guido Lombardi (2013)

### Serie TV
- Criminal Minds, episodio 5x21 (2010)
- Psych, episodio 7x01 (2013)
- Romanzo criminale - La serie, episodio 1x01 (2008)
- The Office, episodio 6x10 (2009)
- The Big Bang Theory, L'insufficienza dell'elio (2015)
- True Detective, episodio 2x6 (2015)
- La casa di carta, episodio 2x03 (2019)
- The Mandalorian, episodio 1x06 (2019)
- La casa di carta, episodio 4x01 (2020)
- Alice in Borderland, episodio 2x07 (2022)

### Videogiochi
- Red Dead Redemption II, capitolo V: stallo a 4.
- Grand Theft Auto V